# Кулаковский сельский округ (Московская область)
Кулаковский сельский округ — упразднённая административно-территориальная единица, существовавшая на территории Чеховского района Московской области в 1994—2004 годах.
Кулаковский сельсовет был образован в первые годы советской власти. По данным 1921 года он входил в состав Лопасненской волости Серпуховского уезда Московской губернии.
В 1926 году Кулаковский с/с включал село Кулаково, деревню Гришенки, посёлок 82 км, железнодорожную будку, больницу и ферму.
В 1929 году Кулаковский с/с был отнесён к Лопасненскому району Серпуховского округа Московской области.
17 июля 1939 года к Кулаковскому с/с был присоединён Волосовский с/с (селения Волосово и Сафоново).
14 июня 1954 года к Кулаковскому с/с были присоединены Сенинский и Солнышковский сельсоветы.
15 июля 1954 года Лопасненский район был переименован в Чеховский район.
3 июня 1959 года Чеховский район был упразднён и Кулаковский с/с отошёл к Серпуховскому району.
20 августа 1960 года из Кулаковского с/с в Новосёлковский были переданы селения Кузьмино-Фильчаково, Люторецкое и Солнышково.
1 февраля 1963 года Серпуховский район был упразднён и Кулаковский с/с вошёл в Ленинский сельский район. 11 января 1965 года Кулаковский с/с был возвращён в восстановленный Чеховский район.
30 мая 1978 года в Кулаковском с/с были упразднены селения Милягино и Русаново.
23 июня 1988 года в Кулаковском с/с был упразднён посёлок Чеховского автохозяйства.
3 февраля 1994 года Кулаковский с/с был преобразован в Кулаковский сельский округ.
2 июля 2004 года Кулаковский с/о был упразднён, а его территория передана в Стремиловский сельский округ.